# Bojnurd
Bojnurd uttal (fil) (persiska بُجنورد), eller Bojnourd, är en stad i nordöstra Iran. Den är administrativ huvudort för delprovinsen Bojnurd och för provinsen Nordkhorasan och har cirka 230 000 invånare.